# Barnesville (Ohio)

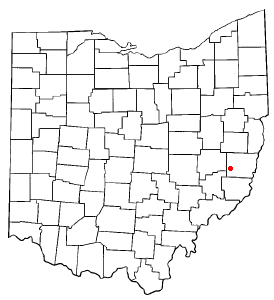
Barnesville na planie stanu Ohio

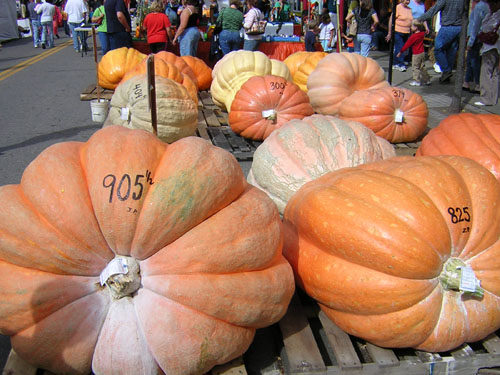
Barnesville Pumpkins - organizowany od roku 1964. Do 150 tys. uczestników

Barnesville – wieś w USA, w stanie Ohio. Oficjalnie wieś istnieje od roku 1835. Aktualnie (2014) burmistrzem wsi jest Ron Bischof.
Liczba mieszkańców w 2010 roku wynosiła 4 193, a w roku 2012 wynosiła 4 145.